# Межпарламентская ассамблея СНГ

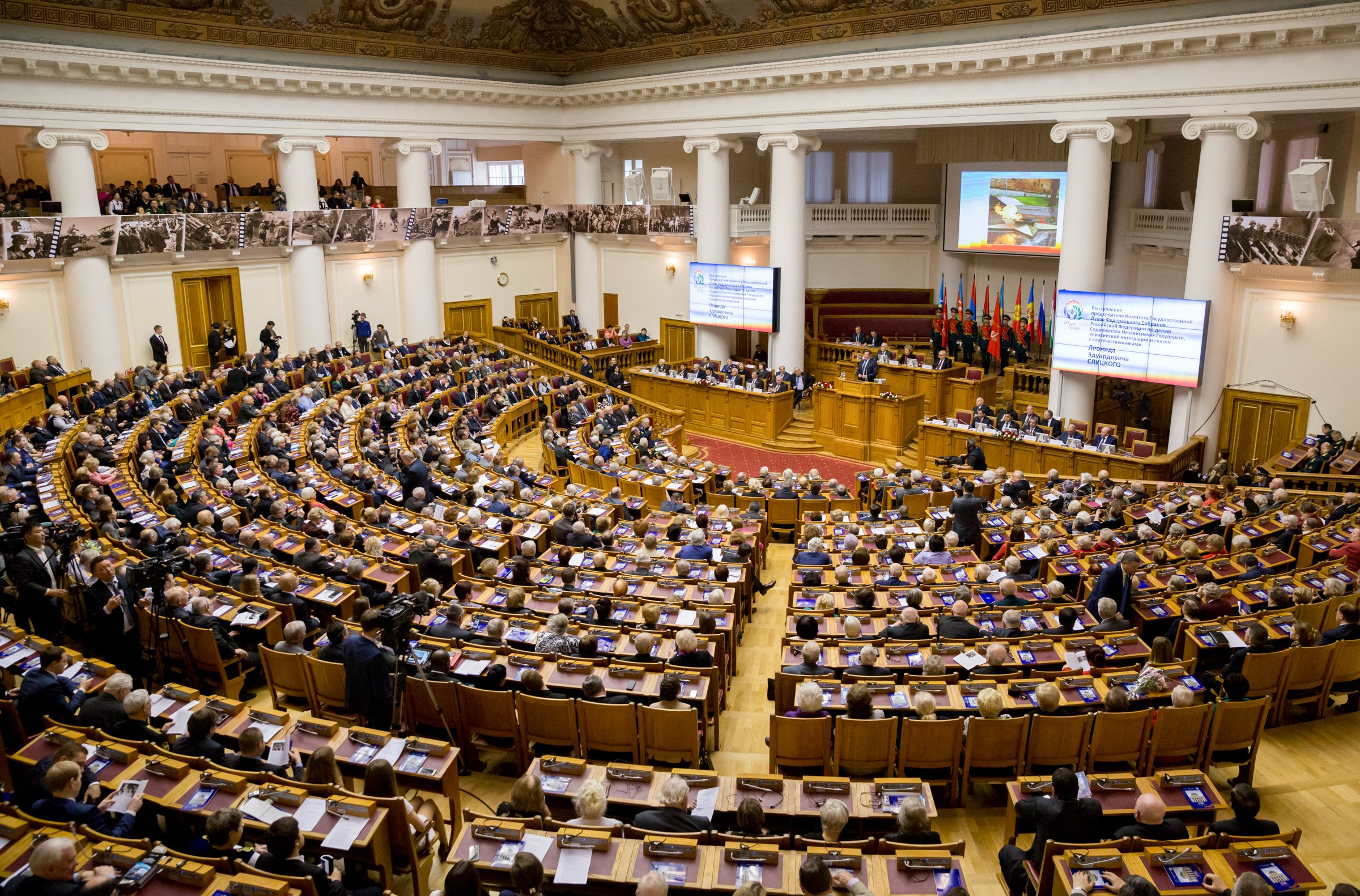
Пленарное заседание Межпарламентской ассамблеи государств-участников СНГ (2015)

Межпарламентская Ассамблея государств — участников СНГ , сокращённые неофициальные названия Межпарламентская Ассамблея СНГ (МПА СНГ) — межгосударственный орган Содружества Независимых Государств, осуществляющий парламентское сотрудничество государств-участников СНГ, разрабатывает совместные предложения национальных парламентов стран Содружества по вопросам, представляющим взаимный интерес.
Членами МПА СНГ являются парламенты Азербайджана, Армении, Белоруссии, Казахстана, Кыргызстана, России, Таджикистана и Узбекистана.
Председатель Совета Межпарламентской Ассамблеи — Валентина Матвиенко, Генеральный секретарь — руководитель Секретариата Совета МПА СНГ — Дмитрий Аркадьевич Кобицкий, штаб-квартира — Санкт-Петербург, Таврический дворец.
В соответствии с Конвенцией Межпарламентская Ассамблея СНГ осуществляет взаимодействие с Советом глав государств и другими органами Содружества Независимых Государств, разрабатывает модельные (типовые) законодательные акты, принимает рекомендации по синхронизации процедур ратификации парламентами соглашений, заключенных в рамках СНГ, а также по приведению национального законодательства в соответствие с положениями международных договоров, заключенных в рамках Содружества, содействует обмену между странами-участницами информацией правового характера.

## Члены МПА СНГ
Межпарламентская Ассамблея СНГ образована в соответствии с Соглашением о Межпарламентской Ассамблее государств — участников СНГ, подписанным главами парламентов Армении, Белоруссии, Казахстана, Кыргызстана, России, Таджикистана и Узбекистана 27 марта 1992 года в Алма-Ате.
В 1993—1995 гг. участниками МПА СНГ стали парламенты Азербайджана, Грузии, Молдавии; в 1999 году к Соглашению о МПА СНГ присоединилась Верховная Рада Украины.
В мае 1995 года главы государств СНГ подписали основной документ, регламентирующий деятельность МПА СНГ, — Конвенцию о Межпарламентской Ассамблее государств — участников Содружества Независимых Государств. Согласно данной Конвенции, вступившей в силу 16 января 1996 года, Ассамблея, как международная парламентская организация СНГ, получила статус межгосударственного органа.
С 2006 по 2021 год, вплоть до прихода к власти Талибана, наблюдателем организации была Национальная Ассамблея Исламской республики Афганистан.
В 2010 году, после российско-грузинской войны 2008 года, парламент Грузии вышел из ассамблеи.
К 2023 году членами МПА СНГ являлись парламенты Азербайджана, Армении, Белоруссии, Казахстана, Кыргызстана, Молдавии, Российской Федерации, Таджикистана и Узбекистана.
28 июня 2023 года в Молдавии инициировали процесс по денонсации Конвенции о Межпарламентской Ассамблее СНГ. Спикер парламента Игорь Гросу заявил о намерениях закончить процесс до конца летней сессии парламента. В законопроекте по денонсации говорится о бесперспективности ассамблеи для Республики Молдова, в частности упоминается, что за последние десятилетия организация не смогла разрешить приднестровский конфликт.

## Органы Межпарламентской Ассамблеи государств — участников СНГ
Первое пленарное заседание МПА СНГ состоялось 15-16 сентября 1992 г. в Бишкеке. В ходе этого заседания было принято решение о постоянном размещении штаб-квартиры Межпарламентской Ассамблеи в Санкт-Петербурге, в Таврическом дворце, где проходили все последующие пленарные заседания Ассамблеи.
В период с 1992 по 2022 гг. МПА СНГ провела 54 пленарных заседаний, на которых принимались модельные законодательные акты, рекомендации и другие документы, применявшиеся национальными парламентами при подготовке новых законов и внесении изменений в действующее законодательство.
Кроме парламентских делегаций, возглавляемых, как правило, спикерами, в пленарных заседаниях участвуют представители уставных и других органов Содружества, наблюдатели, эксперты и партнеры от международных структур.
Организацию деятельности Межпарламентской Ассамблеи государств — участников СНГ осуществляет Совет, состоящий из руководителей парламентских делегаций. Возглавляет Совет МПА СНГ Председатель, избираемый членами Совета тайным голосованием. С ноября 2011 г. Председателем Совета МПА СНГ является Председатель Совета Федерации Федерального Собрания Российской Федерации Валентина Матвиенко. Совет МПА СНГ, как правило, собирается дважды в год в Таврическом дворце в Санкт-Петербурге, также проводятся выездные заседания, которые в разные годы состоялись в Бишкеке, Алматы, Киеве и Самарканде.
Разработку модельных законодательных актов и других документов осуществляют десять постоянных комиссий Межпарламентской Ассамблеи: по правовым вопросам; по экономике и финансам; по социальной политике и правам человека; по аграрной политике, природным ресурсам и экологии; по политическим вопросам и международному сотрудничеству; по вопросам обороны и безопасности; по науке и образованию; по культуре, информации, туризму и спорту; по изучению опыта государственного строительства и местного самоуправления; контрольно-бюджетная. В комиссиях ведется работа по созданию модельных законодательных актов и подготовке документов к рассмотрению на пленарных заседаниях, а также по организации предварительного обсуждения этих документов на международных конференциях, семинарах, и других научно-представительских мероприятиях. Каждую Постоянную комиссию возглавляет представитель парламента — члена МПА СНГ. Заседания комиссий проходят не реже двух раз в год.
Помимо постоянных комиссий Межпарламентская Ассамблея вправе учреждать постоянные, временные комиссии и иные вспомогательные органы, которые окажутся необходимыми для успешного выполнения возложенных на неё функций.
Свои решения органы МПА СНГ принимают на основе консенсуса, что позволяет принимать взаимоприемлемые документы.
За период существования МПА СНГ опыт парламентской дипломатии и работы в органах Ассамблеи обрели более 3000 депутатов из стран Содружества.
Административным органом Совета Межпарламентской Ассамблеи СНГ является Секретариат. Он занимается вопросами экспертно-аналитического и организационно-технического обеспечения деятельности Ассамблеи, Совета и постоянных комиссий. Секретариат Совета МПА СНГ работает в тесном взаимодействии с Исполнительным комитетом СНГ и рабочими структурами органов Содружества. Каждый парламент направляет в Секретариат своих полномочных представителей, работающих на постоянной основе в качестве заместителей Генерального секретаря Совета МПА СНГ.
В составе Секретариата Совета Межпарламентской Ассамблеи СНГ действует Международный институт мониторинга развития демократии, парламентаризма и соблюдения избирательных прав граждан государств — участников МПА СНГ (МИМРД МПА СНГ). Институт учрежден в 2006 г. в целях содействия обмену информацией, обобщения передового опыта по развитию демократии и парламентаризма, соблюдению избирательных прав граждан, проведения мониторинга выборов в государствах Содружества и за его пределами, обучения международных наблюдателей. Впоследствии были открыты его филиалы в Баку (2007 г.), Бишкеке (2007 г.), Киеве (2009 г.), Кишинёве (2011 г.) и Ереване (2011 г.).
В настоящее время разработки МИМРД МПА СНГ активно используют группы наблюдателей от Межпарламентской Ассамблеи СНГ и миссии наблюдателей Содружества в целом. В рамках своей компетенции институт взаимодействует с Исполнительным комитетом СНГ, центральными избирательными органами и аппаратами уполномоченных по правам человека государств — участников МПА СНГ, другими организациями и органами стран Содружества, международными организациями, специализирующимися в области защиты прав и свобод человека.
Комплексную исследовательскую, просветительско-пропагандистскую экспозиционную деятельность, в первую очередь, среди молодежи, ведет Центр истории парламентаризма, созданный в составе Секретариата Совета МПА СНГ в 2006 г. по инициативе Государственной Думы Федерального Собрания Российской Федерации в целях изучения и популяризации истории парламентаризма в странах Содружества.
Весь спектр деятельности МПА СНГ отражается в её печатных органах: Информационном бюллетене, который выходит на русском и английском языках, международном журнале «Вестник Межпарламентской Ассамблеи», в тематических сборниках, других специальных изданиях, а также на сайте МПА СНГ.

## Модельное законотворчество
В своей деятельности Межпарламентская Ассамблея СНГ наибольшее значение придаёт вопросам, связанным с гармонизацией и сближением законодательств государств Содружества. За 30 лет работы МПА СНГ приняла 650 модельных законодательных актов и других, сохраняющих свою актуальность, документов, из них: модельных кодексов — 14, частей модельных кодексов — 13, разделов модельных кодексов — 1, глав модельных кодексов — 11, изменений и дополнений к кодексам — 4, модельных законов — 246, модельных уставов — 1, модельных законодательных положений — 1, рекомендаций — 48, деклараций, концепций, глоссариев — 22, проектов международных договоров СНГ — 22, комментариев к принятым документам — 2.
Мониторинг использования принимаемых МПА СНГ документов, проводимый её постоянными комиссиями, свидетельствует о том, что создание модельной законодательной базы содействует многоплановому интеграционному взаимодействию и сотрудничеству государств — участников СНГ на общей правовой базе.
Так, модельное законотворчество в экономической сфере позитивно отразилось на формировании правовых основ рыночной экономики, общего экономического пространства, и в частности, на правовом обеспечении создания зоны свободной торговли государств — участников СНГ и Таможенного Союза, согласованном регулировании отношений гражданского и экономического оборота, бюджетной и фискальной политики. Велика роль Межпарламентской Ассамблеи СНГ в разработке согласованных подходов к решению проблем социальной политики, обеспечении соблюдения основных прав и свобод человека, развитии гуманитарного и культурного сотрудничества. Важным этапом в этом процессе стало принятие Хартии социальных прав и гарантий граждан независимых государств, а также разработка ряда модельных законодательных актов и рекомендаций, направленных на защиту детства, социальную защиту населения и медицинское обеспечение определённых категорий лиц с тяжелыми формами заболеваний в условиях рынка.
МПА СНГ всемерно способствует созданию условий для развития интеграционного сотрудничества в области охраны окружающей среды, в сфере науки и образования.
Модельные Гражданский и Уголовный, Уголовно-процессуальный, Уголовно-исполнительный, Таможенный и Налоговый кодексы для государств — участников СНГ самым кардинальным образом отразились на национальных системах законодательства в подавляющем большинстве стран Содружества. Нормы подавляющей части модельных законодательных актов в сфере обороны и безопасности, противодействия новым вызовам и угрозам законодатели стран СНГ при минимальных модификациях использовали в разработке национальных законов.
Важное значение в последовательном наращивании правовых и судебных реформ парламенты стран Содружества придают принятым недавно модельным кодексам о судоустройстве и статусе судей, исполнительном производстве и другим модельным законам и кодексам, направленным на регулирование торговой деятельности, обеспечение права собственности и его защиту, формирование общего информационного пространства.
Почти весь массив модельных законодательных актов послужил стандартом для национального законодательного процесса, особенно в плане разработки и использования понятийного аппарата.
Межпарламентская Ассамблея СНГ создала законодательную базу, регулирующую самые различные сферы жизнедеятельности. Документы, принятые МПА СНГ, служили и продолжают служить ориентиром и основой для национальных законов, обеспечивая сближение, гармонизацию, а в ряде случаев и унификацию законодательства стран Содружества в соответствии с общепризнанными нормами международного права.
В законотворческий процесс Межпарламентская Ассамблея СНГ активно вовлекает ведущие международные центры права, учреждения национальных академий наук, исследовательские институты и специализированные научные организации различной подведомственности стран Содружества.
Однако стоит отметить, что модельное законодательство носит рекомендательный (примерный) характер, что прямо установлено в актах, регулирующих деятельность Межпарламентской Ассамблеи СНГ.

## Участие в формировании правовых основ функционирования СНГ

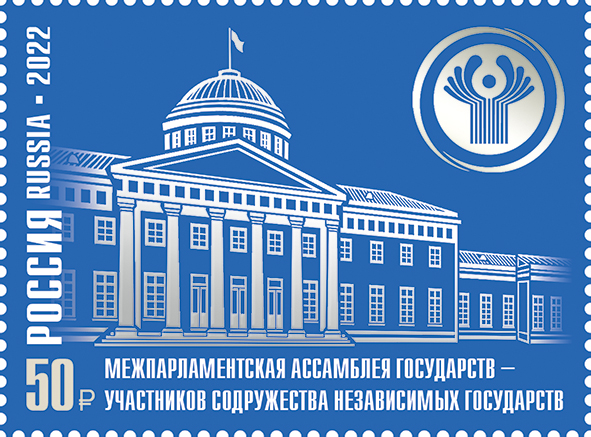
Почтовая марка. Межпарламентская Ассамблея государств – участников Содружества Независимых Государств

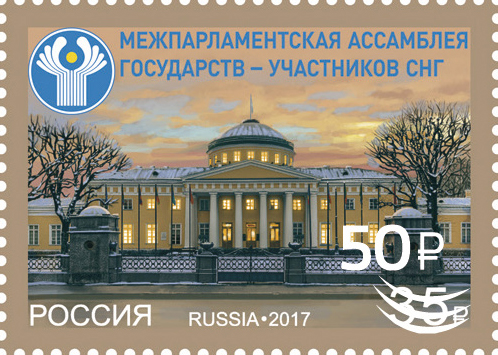
Почтовая марка. 30 лет Межпарламентской Ассамблее государств – участников Содружества Независимых Государств (надпечатка нового номинала марке № 2204 и текста на полях марочного листа)

Межпарламентская Ассамблея СНГ осуществляет апробацию многих проектов документов Содружества, внося свои предложения в органы СНГ. Так, проект Устава Содружества Независимых Государств перед принятием его Советом глав государств СНГ рассматривался на пленарном заседании Межпарламентской Ассамблеи СНГ. МПА СНГ также постоянно участвует в разработке проектов концепций, стратегий, программ и планов сотрудничества государств-участников.
Во исполнение межгосударственных программ совместных мер борьбы с преступностью, программ сотрудничества государств — участников СНГ в борьбе с терроризмом и иными насильственными проявлениями экстремизма, с незаконным оборотом наркотических средств, психотропных веществ и их прекурсоров, с торговлей людьми, с незаконной миграцией, а также планов мероприятий по реализации концепций согласованной пограничной политики государств — участников СНГ, концепций сотрудничества государств — участников СНГ в сфере обеспечения информационной безопасности, Комплексного плана первоочередных мер, направленных на практическую реализацию принципов, заложенных в Декларации о согласованной миграционной политике государств — участников СНГ, Плана мероприятий по реализации Концепции межрегионального приграничного сотрудничества государств — участников СНГ и других документов Межпарламентская Ассамблея приняла свыше 50 модельных законодательных и других актов.
Отдельные документы, принятые Межпарламентской Ассамблеей СНГ, составили основу международных договоров, к которым следует отнести Договор о сотрудничестве государств — участников СНГ в борьбе с терроризмом (1999 г.), Соглашение об основных направлениях сотрудничества государств — участников Содружества Независимых Государств в области защиты прав потребителей (2000 г.), Соглашение о сотрудничестве государств — участников СНГ в борьбе с незаконным оборотом наркотических средств, психотропных веществ и их прекурсоров (2000 г.), Соглашение о создании благоприятных правовых, экономических и организационных условий для расширения лизинговой деятельности в Содружестве Независимых Государств (2005 г.), Договор государств — участников СНГ о противодействии легализации (отмыванию) преступных доходов и финансированию терроризма (2007 г.), Соглашение о сотрудничестве государств — участников СНГ в создании совместимых национальных телемедицинских систем и дальнейшем их развитии и использовании (2010 г.), проект Соглашения о сотрудничестве государств — участников СНГ в противодействии коррупции.

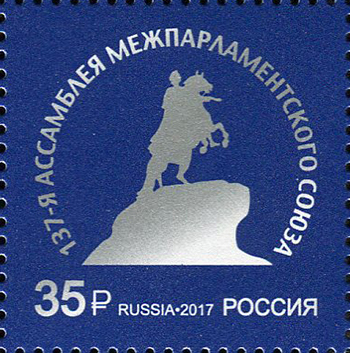
Почтовая марка. 2017 год. Ассамблея Межпарламентского союза

Целый ряд документов, подготовленных Межпарламентской Ассамблеей СНГ, стали действующими межгосударственными документами СНГ, в том числе: Положение о Коллективных силах по поддержанию мира в Содружестве Независимых Государств (1996 г.), Положение о флаге Содружества Независимых Государств (1996 г.), Положение об эмблеме Содружества Независимых Государств (1996 г.), Соглашение об обеспечении жилыми помещениями военнослужащих, граждан, уволенных с военной службы, и членов их семей в государствах — участниках Содружества Независимых Государств (1997 г.), Конвенция о стандартах демократических выборов, избирательных прав и свобод в государствах — участниках Содружества Независимых Государств (2002 г.), Конвенция о приграничном сотрудничестве государств — участников Содружества Независимых Государств (2008 г.), Соглашение о сотрудничестве государств — участников Содружества Независимых Государств в борьбе с ростом заболеваемости сахарным диабетом (2008 г.) и Соглашение о взаимодействии государств — участников Содружества Независимых Государств по обеспечению безопасности лиц, подлежащих государственной охране (2008 г.).
Постоянно осуществляемый МПА СНГ мониторинг реализации межгосударственных договоров и соглашений, заключенных в рамках Содружества, способствует ускорению ратификации, а также синхронизации выполнения других внутригосударственных процедур, необходимых для их вступления в силу.

## Содействие поддержанию мира и безопасности
Весомый вклад Межпарламентская Ассамблея СНГ внесла в установление на постсоветском пространстве мира и безопасности, разработку правовых основ участия в урегулировании региональных конфликтов.
Представители МПА СНГ занимались миротворческой деятельностью, создавая благоприятную политическую атмосферу для переговоров и обладая мандатом от сторон конфликта, а также от Совета глав государств Содружества Независимых Государств, который в своем Заявлении от 15 апреля 1994 г. приветствовал примиренческую миссию МПА СНГ в Нагорном Карабахе.
В 1999—2000 гг. Межпарламентская Ассамблея СНГ осуществляла постоянный мониторинг в зонах, подвергавшихся атакам террористов: на Северном Кавказе Российской Федерации, в Кыргызской Республике и в Республике Таджикистан. Результаты этого мониторинга рассматривались на заседаниях международных парламентских организаций, оказывали влияние на характер и содержание политических документов, принимаемых партнерами.
Выводы наблюдателей от МПА СНГ о ситуации в Автономном крае Косово, спровоцированной в 2004 г. экстремистами, были полностью поддержаны в принятой 29 апреля 2004 г. ПА СЕ резолюции № 1375 «О ситуации в Косово».
Межпарламентская группа МПА СНГ стала первой группой международных наблюдателей, посетивших Цхинвал 16 августа 2008 г. На основе её материалов было принято постановление Совета МПА СНГ и развернута выставка в Таврическом дворце, посредством которой до международной общественности были доведены масштабы случившейся трагедии.
Межпарламентская Ассамблея СНГ активно внедряет новые формы международного сотрудничества по укреплению безопасности и противодействию вызовам и угрозам. В 2004 г. по инициативе Совета МПА СНГ сформирована Объединённая комиссия при МПА СНГ по гармонизации законодательства государств Содружества в сфере борьбы с терроризмом, преступностью и наркобизнесом. Комиссия стала одной из эффективных форм системного и тесного межотраслевого взаимодействия органов СНГ, специализированных структур ООН, ОБСЕ и других международных организаций.
Деятельность комиссии способствовала созданию внутренне согласованной комплексной законодательной базы Содружества, направленной на противодействие терроризму и экстремизму, легализации (отмыванию) доходов, полученных преступным путём, и финансированию терроризма, незаконному обороту наркотиков, коррупции, торговле людьми, а также на обеспечение пограничной безопасности, соответствующей всем международным стандартам.
Подавляющее большинство разработанных при участии Объединённой комиссии документов направлено на реализацию международных договоров, заключенных в рамках Содружества.

## Содействие демократическим процессам и развитию парламентаризма
Вопросы развития демократии, соблюдения прав граждан стран Содружества всегда находились в центре внимания Межпарламентской Ассамблеи СНГ.
Начиная с 6 марта 1994 года группы наблюдателей от МПА СНГ по приглашению уполномоченных органов власти многократно принимали участие в мониторинге избирательных процессов в органы власти и местного самоуправления в государствах — участниках СНГ. МПА СНГ проводила мониторинг выборов президента и парламента Югославии, участвовала в наблюдении за парламентскими выборами в Сербии и местными выборами в Великобритании.
Опыт наблюдения за выборами в странах Содружества и за его пределами во многом предопределил подготовку и принятие Межпарламентской Ассамблеей проекта Конвенции о стандартах демократических выборов, избирательных прав и свобод в государствах — участниках Содружества Независимых Государств, в которой сформулированы единые критерии демократических выборов. Конвенция была подписана 7 октября 2002 года в Кишиневе президентами стран Содружества.
С 1994 по июль 2024 года наблюдатели от Межпарламентской Ассамблеи СНГ провели мониторинг более 150 международных выборов и референдумов в СНГ и за его пределами.
С 2006 года в составе Межпарламентской Ассамблеи СНГ действует Международный институт мониторинга развития демократии (МИМРД МПА СНГ). Его филиалы расположены в четырёх столицах стран СНГ. Институт координирует деятельность Межпарламентской Ассамблеи по международному наблюдению за процессами развития демократии не только в странах Содружества, но и в других регионах мира.
В МИМРД проводятся семинары, конференции и другие мероприятия. На них происходит обсуждение актуальных вопросов организации выборов, обеспечения избирательных прав граждан, совершенствования международных избирательных стандартов.
Филиалы МИМРД принимают участие в реализации национальных программ повышения правовой культуры избирателей, организаторов выборов, местных наблюдателей и других участников избирательного процесса, содействуют их ознакомлению с международными избирательными стандартами и основами демократического избирательного процесса. Сотрудники филиалов проводят работу с молодежью, направленную на формирование гражданско-патриотического сознания, нравственной позиции, воспитание толерантности к представителям других национальностей, а также на популяризацию участия молодежи в различных сферах общественной жизни и совершенствование форм и способов взаимовыгодного сотрудничества между молодежными организациями.
Институт обеспечил процесс международного наблюдения за следующими выборами:
- В 2012 году институт обеспечил процесс международного наблюдения за выборами Президента Российской Федерации, депутатов в Мажилис Парламента Республики Казахстан, Национальное Собрание Республики Армения, Палату представителей Национального собрания Республики Беларусь и народных депутатов Украины.
- 2013 год — международное наблюдение за выборами Президента Армении, Азербайджана, Таджикистана, выборами в Парламент Туркменистана.
- 2014 год — международное наблюдение за досрочными выборами народных депутатов Сербии, выборами депутатов Сената Парламента Казахстана, Парламента Молдовы.
- 2015 год — международное наблюдение за выборами Президента Белоруссии и Казахстана, депутатов Маджлиси намояндагон Маджлиси Оли Таджикистана, Главы (Башкана) и части депутатов Народного Собрания АТО Гагаузии, депутатов Милли Меджлиса Азербайджана, депутатов Жогорку Кенеша  Кыргызстана.
- 2016 год — международное наблюдение за выборами Президента и в Народное Собрание АТО Гагаузии Молдовы, депутатов Государственной Думы Федерального Собрания Российской Федерации, депутатов Мажилиса Парламента Казахстана, народных депутатов Сербии, Палаты представителей Национального собрания Белоруссии.
- 2017 год — международное наблюдение за выборами Президента Кыргызстана и Сербии, депутатов Сената Парламента Казахстана, Национального Собрания Армении.
- 2018 год —  международное наблюдение за выборами Президента Российской Федерации и Азербайджана, в Национальное Собрание Армении.
- 2019 од — международное наблюдение за внеочередными выборами Президента Казахстана, в Парламент Молдовы, Палату представителей Национального собрания Белоруссии, Законодательную палату Олий Мажлиса Узбекистана, выборы Башкана и всеобщие местные выборы АТО Гагаузии и Молдовы.
- 2020 год — международное наблюдение за выборами Президента Белоруссии, Таджикистана, Молдовы; депутатов Жогорку Кенеша Кыргызтана.
- 2021 год – международное наблюдение за выборами Президента Кыргызстана и Узбекистана, депутатов Государственной Думы Федерального Собрания Российской Федерации, в Парламент Молдовы и депутатов Народного Собрания АТО Гагаузии, в Национальное Собрание Армении, депутатов Мажилиса Парламента Казахстана, депутатов Жогорку Кенеша Кыргызстана.
- 2022 год —  международное наблюдение за выборами Президента Казахстана, Сербии, народных депутатов Народной Скупщины Сербии.
- 2024 год —  международное наблюдение за выборами в Парламент Азербайджана[5]

## Научно-представительская деятельность
Важный вклад в укрепление многопланового взаимодействия государств-участников внесли проведенные за 30 лет деятельности МПА СНГ 362 международных научно-представительских мероприятия, в которых приняли участие более семи тысяч государственных, общественных и политических деятелей, ведущих ученых и специалистов.
Межпарламентская Ассамблея СНГ, Совет Федерации Федерального Собрания Российской Федерации и Правительство Российской Федерации выступили организаторами девяти Петербургских международных экономических форумов (1997—2005 гг.), в ходе которых шло становление этого признанного в мире международного экономического саммита.
Подготовленные совместно с Департаментом ООН по экономическим и социальным вопросам семинары «Развитие методов социальной и ресурсосберегающей политики в условиях перехода к рынку» (Бишкек, 28 сентября 1998 г.) и «О расширении доступа к социальным услугам в странах с переходной экономикой» (Санкт-Петербург, 18-19 декабря 2001 г.) создали основу для проведения регионального форума «Обеспечение доверия правительству посредством формирования возможностей руководства» (Санкт-Петербург, 26-30 сентября 2006 г.), а затем седьмого Всемирного форума Организации Объединённых Наций «Обеспечение доверия правительству» (Вена, 28-29 июня 2007 г.).
Совместно с Министерством Российской Федерации по связи и информатизации и Региональным содружеством в области связи Межпарламентская Ассамблея СНГ организовала проведение в Таврическом дворце двух международных конгрессов: «Развитие телекоммуникаций и построение информационного общества в странах СНГ» (21-23 февраля 2001 г.) и «Доверие и безопасность в информационном обществе» (21-22 апреля 2003 г.).
Начиная с 2002 г. Межпарламентская Ассамблея СНГ и Парламентская Ассамблея Совета Европы проводили парламентские конференции по вопросам общеевропейского сотрудничества: посвященные 300-летию Санкт-Петербурга (17 июня 2003 г.), 60-летию Победы антигитлеровской коалиции во Второй мировой войне (15 апреля 2005 г.), 100-летию учреждения Государственной Думы в России (28 апреля 2006 г.), а также по вопросам межкультурного и межрелигиозного диалога (1 июня 2007 г.), глобализации миграционных процессов (4 апреля 2008 г.), энергетики и экологической безопасности в условиях глобального экономического кризиса (15 мая 2009 г.) и будущему европейской безопасности (8 апреля 2010 г.).
В марте 2007 г. при участии Регионального содружества в области связи и Совместной комиссии государств — участников Соглашения о сотрудничестве государств — участников СНГ в борьбе с незаконной миграцией Межпарламентская Ассамблея СНГ провела Международную научно-практическую конференцию по вопросам введения паспортов нового поколения, содержащих электронные носители информации. Итоговый документ этого форума наметил направления сотрудничества государств — участников в данной области и стал вкладом в реализацию документов СНГ, направленных на формирование единого пространства безопасности в Содружестве.
24 ноября 2008 г. Межпарламентская Ассамблея СНГ и Международный комитет Красного Креста провели Международную конференцию по вопросам международного гуманитарного права, посвященную 140-й годовщине принятия Санкт-Петербургской декларации 1868 года, заложившей основу международного гуманитарного права.
13-14 октября 2010 г. в Москве прошел организованный совместно с Бюро ЮНЕСКО международный семинар по обсуждению проекта Концепции общего миграционного пространства государств — участников СНГ, на котором были рассмотрены и проанализированы основы миграционной политики общего миграционного пространства в странах Содружества.
28 октября 2010 г. в Таврическом дворце под эгидой МПА СНГ и Парламента Республики Казахстан прошла международная парламентская конференция, посвященная председательству Республики Казахстан в ОБСЕ, «ОБСЕ и СНГ: новые возможности и перспективы».
Совместно с Фондом ООН в области народонаселения 23-24 июня 2011 г. Межпарламентская Ассамблея СНГ провела международный семинар по обсуждению проекта модельного закона МПА СНГ «О защите репродуктивных прав граждан». Были выработаны принципы государственной политики и подходы к установлению в законодательной базе СНГ правовых гарантий реализации прав в области охраны репродуктивного здоровья граждан и формированию специального правового понятийного аппарата.
Межпарламентская Ассамблея и Совет Федерации Федерального Собрания Российской Федерации при поддержке Правительства Российской Федерации  проводили международный конгресс «Безопасность на дорогах ради безопасности жизни». В ходе конгресса разворачивались дискуссии по вопросам организации дорожного движения, защищенности граждан от дорожно-транспортных происшествий и их последствий с целью создания целевых программ по повышению безопасности дорожного движения в странах Содружества и дальнего зарубежья. В конгрессе принимали участие представители более чем 20 государств мира. Проблематика конгресса имела выраженный межгосударственный характер и касалась вопросов межрегионального и межведомственного взаимодействия.
МПА СНГ, Совет Федерации Федерального Собрания Российской Федерации при поддержке Правительства Российской Федерации и при официальном партнерстве Организации Объединённых Наций по промышленному развитию (UNIDO) с 2008 г. ежегодно проводят Невский международный экологический конгресс, который стал авторитетной площадкой для укрепления трансграничного сотрудничества по вопросам формирования международной системы экологической безопасности, совершенствования экологического права и сближения законодательства государств — участников СНГ. В ходе IV Невского международного экологического конгресса было подписано Совместное заявление о сотрудничестве между Межпарламентской Ассамблеей государств — участников СНГ и Организацией Объединённых Наций по промышленному развитию (UNIDO) и наряду с традиционной Итоговой резолюцией в рамках подготовки к Конференции ООН по устойчивому развитию «Рио + 20» принята Санкт-Петербургская декларация по «зеленой промышленности» для сохранения окружающей среды.
Состоявшийся 17-18 мая 2012 г. V Невский международный экологический конгресс был направлен на решение вопросов формирования экологических основ устойчивого развития общества, путей и способов гармонизации стимулов экономического роста и требований экологической безопасности с целью повышения качества жизни и охраны здоровья человека, определения долгосрочных задач, связанных с реализацией выбранных приоритетов.
Заметный след в интеграционном взаимодействии стран Содружества оставили также: международная научно-практическая конференция «Международный терроризм: истоки и противодействие» (2001 г.), Межпарламентский форум по борьбе с терроризмом (2002 г.), Международная научно-практическая конференция по проблемам международного сотрудничества в борьбе с наркоманией и незаконным оборотом наркотиков (2005 г.), совместное заседание Совета МПА СНГ с руководителями правоохранительных органов и специальных служб государств — участников СНГ по вопросам борьбы с терроризмом и экстремизмом (2006 г.), международная научно-практическая конференция «Совершенствование сотрудничества государств — участников СНГ в противодействии современным вызовам и угрозам безопасности» (2006 г.), Международная парламентская конференция по вопросам европейской безопасности (2009 г.), международная конференция «О законодательном опыте противодействия коррупции» (2010 г.), международная научно-практическая конференция «Концептуальные основы совершенствования сотрудничества государств — участников Содружества Независимых Государств в противодействии экстремистской деятельности» (2010 г.), Международная научная конференция, посвященная 65-летию Нюрнбергского процесса (2011 г.).

## Гуманитарно-культурное сотрудничество
Существенную роль МПА СНГ играет в укреплении международного гуманитарного сотрудничества.
Межпарламентская Ассамблея явилась инициатором ряда крупнейших гуманитарных акций: празднования 150-летия со дня рождения русского композитора Н. А. Римского-Корсакова, 150-летия со дня рождения народного поэта Казахстана А. Кунанбаева, 100-летия со дня рождения казахского писателя М. О. Ауэзова, 80-летия со дня рождения азербайджанского композитора К. А. Караева, провозглашения в СНГ в 1999 г. Года А. С. Пушкина, в 2003 г. — Года Санкт-Петербурга, празднования 150-летия казахского народного поэта — акына Джамбула, 1100-летия образования государства Саманидов, 1000-летия кыргызского эпоса Манас, 200-летия со дня рождения Т. Г. Шевченко и других значимых событий.
Организуя отдельные культурные мероприятия на пространстве СНГ, Межпарламентская Ассамблея одновременно прилагает все усилия к тому, чтобы взаимодействие народов стран Содружества в сфере культуры и искусства строилось на постоянной основе. При поддержке МПА СНГ проходят Международные спортивные игры СНГ, международный фестиваль русских театров стран СНГ и Балтии «Встречи в России», международный телекинофорум «Вместе» (Ялта), международный фестиваль культуры и истории «Парк Киевская Русь» (с. Копачев, Киевская обл., Украина).
В октябре — ноябре 2012 г. Межпарламентская Ассамблея совместно с партнерами провела в Таврическом дворце международный научный конгресс «Наследие Л. Н. Гумилёва и судьбы народов Евразии: история, современность, перспективы» (к 100-летию со дня рождения), международные конференции «Межкультурный диалог — важный фактор развития гражданского общества» и «Мир Чингиза Айтматова: интеграция и диалог культур».
Межпарламентская Ассамблея стала соорганизатором культурно-образовательного форума «Дети Содружества», возникшего по инициативе Жогорку Кенеша Кыргызской Республики. Первый форум состоялся в 2013 году в кыргызском городе Чолпон-Ате, на берегу озера Иссык-Куль. В 2020 году форум впервые проходил в Санкт-Петербурге.
С 2007 года в Таврическом дворце ежегодно проводится Международная научная конференция «Актуальные проблемы парламентаризма: история и современность» — «Таврические чтения».  Ее участники — специалисты в области истории парламентаризма со всего мира — обсуждают с научной точки зрения различные аспекты деятельности прародительницы современного парламента — Государственной думы Российской империи, которая в начале XX века проводила заседания в Таврическом дворце, и другие вопросы истории развития парламентаризма в странах СНГ.
С 2021 года под эгидой МПА СНГ проходят мероприятия Международного форума TRAVEL HUB «Содружество». В 2022 году в штаб-квартире МПА СНГ впервые состоялся международный форум «Содружество моды», посвященный вопросам развития легкой промышленности и модной индустрии в странах СНГ.

## Международная деятельность и внешние связи
Межпарламентская Ассамблея государств — участников СНГ на основе 70 международных договоров активно взаимодействует с различными органами Содружества, Организацией Объединённых Наций и её специализированными институтами (ВОИС, UNESCO, МОТ, ВОЗ, УНП ООН, Организацией Объединённых Наций по промышленному развитию (UNIDO), Комиссией ООН по праву международной торговли, Верховным комиссаром ООН по делам беженцев, Управлением Верховного комиссара ООН по правам человека, Европейской экономической комиссией ООН и др.), парламентскими ассамблеями Организации по безопасности и сотрудничеству в Европе, Совета Европы, Черноморского экономического сотрудничества, Центрально-Американским Парламентом, Латино-Американским Парламентом, Парламентским Союзом Организации исламского сотрудничества, Арабским межпарламентским союзом, Панафриканским Парламентом, Постоянным комитетом парламентариев Арктического региона, Конгрессом местных и региональных властей Совета Европы, Ассоциацией организаторов выборов стран Европы, Северным Советом, Международным комитетом Красного Креста, Евразийской группой по противодействию легализации преступных доходов и финансированию терроризма и др.
Партнерами МПА СНГ являются Международная организация по миграции, Всемирная торговая организация, Азиатско-Тихоокеанское экономическое сотрудничество, Всемирная организация законодателей за гармоничную окружающую среду, Всемирный банк, Европейский банк реконструкции и развития, Европейская комиссия, Европейский Парламент, Международный валютный фонд, Межпарламентская Ассамблея АСЕАН, Балтийский форум развития, Организация экономического сотрудничества и развития, Парламентская Ассоциация Содружества, Международный конгресс промышленников и предпринимателей, Немецкое общество по международному сотрудничеству.
Самое тесное взаимодействие Межпарламентская Ассамблея СНГ осуществляет с уставными и другими органами Содружества в сфере безопасности: Межгосударственным авиационным комитетом, Региональным содружеством в области связи, Советом по сотрудничеству в области образования государств — участников СНГ, родственными международными организациями Содружества — Межпарламентской Ассамблеей Евразийского экономического сообщества, Организацией Договора о коллективной безопасности, Парламентским Собранием Союза Беларуси и России и др.
МПА СНГ активно взаимодействует с целым рядом международных и зарубежных экспертных центров и научных организаций: Центром международного правового сотрудничества — CILC (Нидерланды), Международной ассоциацией академий наук, Международной академией наук высшей школы, университетами Бремена (Германия) и Лейдена (Нидерланды).
Межпарламентской Ассамблеей СНГ налажена уникальная практика проведения в Таврическом дворце совместных заседаний Совета МПА СНГ с руководящими органами партнерских парламентских организаций. Состоялись совместные заседания Совета МПА СНГ с Бюро Парламентской Ассамблеи Совета Европы, с Бюро Парламентской Ассамблеи Организации по безопасности и сотрудничеству в Европе и с Постоянным комитетом Парламентской Ассамблеи Черноморского экономического сотрудничества. Регулярно проводятся совместные заседания на уровне постоянных комитетов и комиссий. Такой обмен мнениями и конструктивный диалог способствуют укреплению влияния стран Содружества в мире.

## Руководители
- Михаил Кротов (1992—2011);
- Алексей Сергеев (2011—2017);
- Юрий Осипов (2018—2019);
- Дмитрий Кобицкий (с 2020);